# Bernard Darmet
Bernard Darmet (Bouvent, 19 de octubre de 1945–6 de febrero de 2018) fue un deportista francés que compitió en ciclismo en la modalidad de pista. Ganó dos medallas en el Campeonato Mundial de Ciclismo en Pista de 1969, plata en persecución por equipos y bronce en persecución individual.
Participó en los Juegos Olímpicos de México 1968, ocupando el quinto lugar en la disciplina de persecución por equipos.

## Medallero internacional
| Campeonato Mundial | Campeonato Mundial    | Campeonato Mundial | Campeonato Mundial          |
| Año                | Lugar                 | Medalla            | Competición                 |
| ------------------ | --------------------- | ------------------ | --------------------------- |
| 1969               | Brno (Checoslovaquia) | Medalla de plata   | Persecución individual (A)  |
| 1969               | Brno (Checoslovaquia) | Medalla de bronce  | Persecución por equipos (A) |